# إليزابيث ماتاكا
إليزابيث ماتاكا كانت مبعوثة الأمم المتحدة الخاصة لفيروس نقص المناعة البشرية / الإيدز في أفريقيا، عيّنها الأمين العام للأمم المتحدة بان كي مون في 21 مايو 2007 لتحلّ محل ستيفن لويس. خدمت في هذا المنصب حتى 13 يوليو 2012. ماتاكا هي مواطنة من بوتسوانا ومقيمة في زامبيا. عملت نائبة رئيس مجلس إدارة الصندوق العالمي لمكافحة الإيدز والسل والملاريا.

## روابط خارجية
- Secretary-General Appoints Elizabeth Mataka, United Nations, 21